# Stuart Pearce
M.B.E. Stuart Pearce (Londra, 24 aprile 1962) è un allenatore di calcio ed ex calciatore inglese, di ruolo centrocampista.
È stato il commissario tecnico della nazionale di calcio del Regno Unito ai XXX Giochi Olimpici di Londra 2012. A causa della durezza dei suoi interventi, spesso senza alcuna ragione, la stampa inglese l'ha ribattezzato Psycho.

## Biografia
È membro dell'Ordine dell'Impero Britannico. La sua autobiografia Psycho, pubblicata nel 2001, è diventata un best seller.
Nel 2021 è apparso nel video degli Stranglers This song.
Interno di centrocampo o mezzala, era un giocatore ruvido e duro nei contrasti, aggressivo in marcatura e propenso a recuperare molti palloni grazie alla sua foga agonistica. Tuttavia possedeva un discreto bagaglio tecnico e una buona confidenza col gol grazie a un potente tiro dalla distanza, una buona propensione agli inserimenti e un buon colpo di testa, nonostante la statura non fosse il suo forte ma grazie alla sua rapidità negli inserimenti e alla sua grande esplosività riusciva a impattare ottimamente il pallone.

## Carriera

### Giocatore

#### Club
Dopo aver fallito un provino con i Queens Park Rangers e aver rifiutato un'offerta dell'Hull City, Pearce inizia a giocare, nel ruolo di difensore di fascia sinistra, nelle file di una squadra locale, il Wealdstone. Sebbene Pearce fosse ancora un semiprofessionista, nel 1983 il piccolo club riceve un'offerta di 30.000 sterline dal Coventry City per l'acquisto del calciatore. Il giovane Pearce si trasferisce dunque agli Sky Blues dove gioca 52 partite siglando 4 reti.
Nel 1985 Pearce passa al Nottingham Forest, squadra in cui milita per più di 10 anni, diventando anche capitano e allenatore-giocatore. In queste stagioni colleziona 401 presenze e 63 reti, una cifra considerevole per un difensore. Con la maglia dei Reds vince inoltre due Coppa di Lega inglese e due Full Members Cup.
Nel 1997 passa al Newcastle United (37 gare) e due anni dopo si trasferisce al West Ham United, dove gioca 42 partite siglando due reti. Pearce conclude la sua carriera da giocatore nelle file del Manchester City, con la cui maglia scende in campo in 38 occasioni mettendo a segno tre reti.
Il 28 gennaio 2016 ritorna sui campi di calcio, a 53 anni, firmando per la squadra dilettantistica del Longford AFC, militante nella tredicesima serie inglese e definita "la peggior squadra del Regno Unito".

#### Nazionale
Pearce debuttò con la nazionale inglese il 19 maggio 1987, in un'amichevole contro il Brasile (terminata 1-1). Fu il 999º calciatore a vestire la maglia della selezione britannica. Fu presente al mondiale 1990, in cui la sua squadra raggiunse il 4º posto, perdendo la finale di consolazione a Bari contro l'Italia padrona di casa. Qualche giorno prima un suo errore dal dischetto era stato causa della sconfitta in semifinale degli inglesi contro la Germania.
Disputò anche l'Europeo 1992, in cui giocò tutte e tre le gare che sancirono l'immediata eliminazione dell'Inghilterra dal torneo.
Nel novembre 1993, durante una partita contro San Marino (valida per le qualificazioni ai Mondiali) un suo errato retropassaggio al portiere David Seaman permise a Davide Gualtieri di segnare, dopo 8", la rete più veloce nella storia delle qualificazioni al campionato mondiale: l'Inghilterra vinse 7-1, mancando comunque la qualificazione.
Partecipò anche all'Europeo del 1996: anche in questa circostanza fu chiamato a battere i tiri di rigore, sia ai quarti contro la Spagna, sia in semifinale contro la Germania; in entrambi i casi non fallì, ma la sua nazionale fu in ogni caso eliminata ai rigori.
In nazionale conta 78 presenze e 5 reti.

### Allenatore

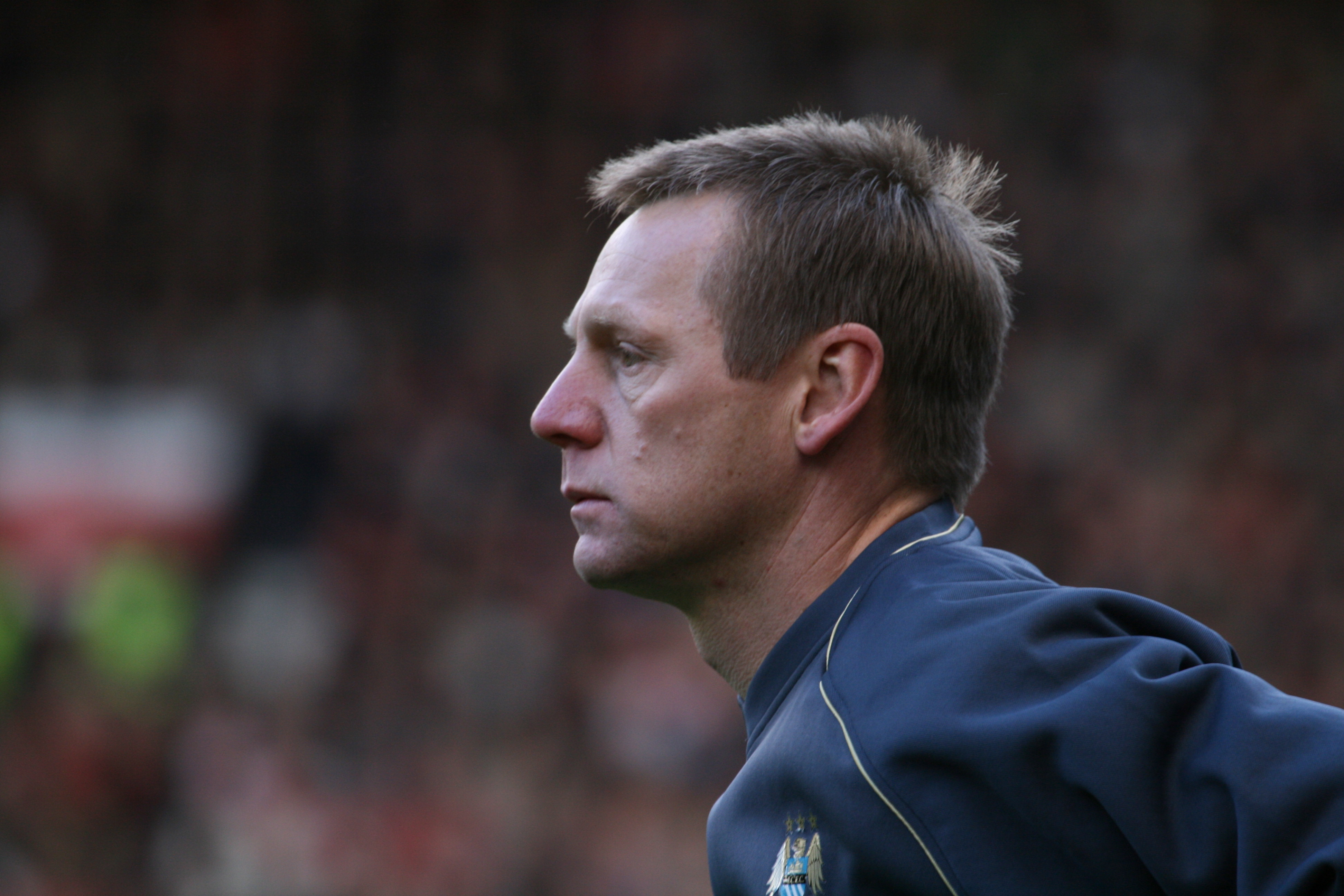
Pearce alla guida del nel 2006

Dopo esser stato l'allenatore-giocatore del Nottingham Forest (con cui retrocesse) e, per la sua ultima stagione da calciatore, del Manchester City, l'11 marzo 2005 ritorna ad allenare la prima squadra dei Citizens in sostituzione del dimissionario Kevin Keegan. Chiude la stagione al settimo posto in campionato a tre punti dalla zona UEFA occupata dal Middlesbrough: decisivo fu l'ultimo incontro disputato contro i Boro il 15 maggio 2005. Al City serviva una vittoria e, con la gara ferma sull'1-1 Pearce decise di far entrare a pochi minuti dal termine il portiere David James in posizione di centravanti al posto del centrocampista Claudio Reyna; l'azzardo, quasi unico nel suo genere, non riuscì anche perché Robbie Fowler si fece parare un rigore che poteva essere decisivo da Mark Schwarzer. Il secondo anno viene eliminato al secondo turno della Coppa di lega inglese dal Doncaster Rovers per 3 a 0 sui calci di rigore, nella Coppa d'Inghilterra viene eliminato ai quarti di finale dal West Ham United per 2 a 1 e arriva al quindicesimo posto in campionato. All'inizio del terzo anno viene eliminato al secondo turno della Coppa di lega inglese dal Chesterfield per 2 a 1.
Il 1º febbraio 2007 viene nominato, contemporaneamente al ruolo di allenatore del Manchester City, selezionatore dell'Under-21 inglese. Con i Citizens viene eliminato ai quarti di finale nella Coppa d'Inghilterra dal Blackburn Rovers per 2 a 0 e arriva al quattordicesimo posto in campionato. Il 14 maggio 2007 viene esonerato. Con gli inglesini esordisce il 7 settembre nella vittoria per 3 a 0 contro gli montenegrini per la qualificazione ai europei del 2009. Ottiene la qualificazione ai europei, supera il girone al primo posto, vince la semifinale ai calci di rigore contro la Svezia e viene battuta in finale per 4 a 0 dalla Germania.
Il 20 ottobre 2011 è stato chiamato come allenatore per la Regno Unito, in vista dei XXX Giochi Olimpici di Londra. Dall'8 febbraio 2012 è stato anche il selezionatore della nazionale maggiore dell'Inghilterra in sostituzione di Fabio Capello. Ha mantenuto questo incarico fino a poco prima dell'inizio degli Europei, quando è stato sostituito da Roy Hodgson il 1º maggio.
Dopo il licenziamento del tecnico scozzese Billy Davies, Stuart Pearce viene nominato, nell'estate del 2014, nuovo allenatore del Nottingham Forest, tornando così sulla panchina dei Reds dopo 17 anni. Il 1º febbraio 2015 rassegna le sue dimissioni.

## Statistiche

### Giocatore

#### Presenze e reti nei club
| Stagione                 | Squadra                  | Campionato               | Campionato | Campionato | Coppe nazionali | Coppe nazionali | Coppe nazionali | Coppe continentali | Coppe continentali | Coppe continentali | Altre coppe | Altre coppe | Altre coppe | Totale | Totale |
| Stagione                 | Squadra                  | Comp                     | Pres       | Reti       | Comp            | Pres            | Reti            | Comp               | Pres               | Reti               | Comp        | Pres        | Reti        | Pres   | Reti   |
| ------------------------ | ------------------------ | ------------------------ | ---------- | ---------- | --------------- | --------------- | --------------- | ------------------ | ------------------ | ------------------ | ----------- | ----------- | ----------- | ------ | ------ |
| 1978-1979                | Wealdstone               | SFL                      | 10         | 0          | CI              | ?               | ?               | -                  | -                  | -                  | -           | -           | -           | 10+    | 0+     |
| 1979-1980                | Wealdstone               | APL                      | 38         | 2          | CI              | ?               | ?               | -                  | -                  | -                  | -           | -           | -           | 38+    | 2+     |
| 1980-1981                | Wealdstone               | APL                      | 38         | 2          | CI              | ?               | ?               | -                  | -                  | -                  | -           | -           | -           | 38+    | 2+     |
| 1981-1982                | Wealdstone               | SFL                      | 46         | 2          | CI              | ?               | ?               | -                  | -                  | -                  | -           | -           | -           | 46+    | 2+     |
| 1982-1983                | Wealdstone               | APL                      | 35         | 4          | CI              | ?               | ?               | -                  | -                  | -                  | -           | -           | -           | 35+    | 4+     |
| lug.-ago. 1983           | Wealdstone               | APL                      | 10         | 0          | CI              | ?               | ?               | -                  | -                  | -                  | -           | -           | -           | 10+    | 0+     |
| Totale Wealdstone        | Totale Wealdstone        | Totale Wealdstone        | 176        | 10         |                 | ?               | ?               |                    | -                  | -                  |             | -           | -           | 242    | 15     |
| 1983-1984                | Coventry City            | FD                       | 23         | 0          | CI+FLC          | 0+0             | 0+0             | -                  | -                  | -                  | -           | -           | -           | 23     | 0      |
| 1984-1985                | Coventry City            | FD                       | 29         | 4          | CI+FLC          | 2+0             | 0+0             | -                  | -                  | -                  | -           | -           | -           | 31     | 4      |
| Totale Coventry City     | Totale Coventry City     | Totale Coventry City     | 52         | 4          |                 | 2+0             | 0+0             |                    | -                  | -                  |             | -           | -           | 54     | 4      |
| 1985-1986                | Nottingham Forest        | FD                       | 30         | 1          | CI+FLC          | 0+4             | 0+0             | -                  | -                  | -                  | -           | -           | -           | 34     | 1      |
| 1986-1987                | Nottingham Forest        | FD                       | 39         | 6          | CI+FLC          | 0+5             | 0+2             | -                  | -                  | -                  | -           | -           | -           | 44     | 8      |
| 1987-1988                | Nottingham Forest        | FD                       | 34         | 5          | CI+FLC          | 5+3             | 1+0             | -                  | -                  | -                  | FMC         | 1           | 0           | 43     | 6      |
| 1988-1989                | Nottingham Forest        | FD                       | 36         | 6          | CI+FLC          | 5+8             | 0+1             | -                  | -                  | -                  | FMC+MmT     | 4+1         | 3+0         | 54     | 10     |
| 1989-1990                | Nottingham Forest        | FD                       | 34         | 5          | CI+FLC          | 1+10            | 0+2             | -                  | -                  | -                  | FMC         | 2           | 2           | 47     | 9      |
| 1990-1991                | Nottingham Forest        | FD                       | 33         | 11         | CI+FLC          | 10+4            | 4+1             | -                  | -                  | -                  | FMC         | 2           | 0           | 49     | 16     |
| 1991-1992                | Nottingham Forest        | FD                       | 30         | 5          | CI+FLC          | 4+9             | 2+1             | -                  | -                  | -                  | FMC         | 5           | 1           | 48     | 9      |
| 1992-1993                | Nottingham Forest        | PL                       | 23         | 2          | CI+FLC          | 3+5             | 0+0             | -                  | -                  | -                  | -           | -           | -           | 31     | 2      |
| 1993-1994                | Nottingham Forest        | FD                       | 42         | 6          | CI+FLC          | 2+6             | 0+0             | -                  | -                  | -                  | CAI         | 1           | 0           | 51     | 6      |
| 1994-1995                | Nottingham Forest        | PL                       | 36         | 8          | CI+FLC          | 1+3             | 0+2             | -                  | -                  | -                  | -           | -           | -           | 40     | 10     |
| 1995-1996                | Nottingham Forest        | PL                       | 31         | 3          | CI+FLC          | 4+1             | 2+1             | CU                 | 8                  | 0                  | -           | -           | -           | 44     | 6      |
| 1996-1997                | Nottingham Forest        | PL                       | 33         | 5          | CI+FLC          | 2+2             | 0+0             | -                  | -                  | -                  | -           | -           | -           | 37     | 5      |
| Totale Nottingham Forest | Totale Nottingham Forest | Totale Nottingham Forest | 401        | 63         |                 | 37+60           | 9+10            |                    | 8                  | 0                  |             | 16          | 6           | 522    | 88     |
| 1997-1998                | Newcastle Utd            | PL                       | 25         | 0          | CI+FLC          | 7+0             | 0+0             | UCL                | 4                  | 1                  | -           | -           | -           | 36     | 1      |
| 1998-1999                | Newcastle Utd            | PL                       | 12         | 0          | CI+FLC          | 0+2             | 0+0             | CC                 | 2                  | 0                  | -           | -           | -           | 16     | 0      |
| Totale Newcastle United  | Totale Newcastle United  | Totale Newcastle United  | 37         | 0          |                 | 7+2             | 0+0             |                    | 6                  | 1                  |             | -           | -           | 52     | 1      |
| 1999-2000                | West Ham Utd             | PL                       | 8          | 0          | CI+FLC          | 0+0             | 0+0             | -                  | -                  | -                  | -           | -           | -           | 8      | 0      |
| 2000-2001                | West Ham Utd             | PL                       | 34         | 2          | CI+FLC          | 4+4             | 1+0             | -                  | -                  | -                  | -           | -           | -           | 42     | 3      |
| Totale West Ham          | Totale West Ham          | Totale West Ham          | 42         | 2          |                 | 4+4             | 1+0             |                    | -                  | -                  |             | -           | -           | 50     | 3      |
| 2001-2002                | Manchester City          | FD                       | 38         | 3          | CI+FLC          | 2+3             | 0+0             | -                  | -                  | -                  | -           | -           | -           | 43     | 3      |
| mar.2016                 | Longford                 | GNL                      | 1          | 0          | -               | -               | -               | -                  | -                  | -                  | -           | -           | -           | 1      | 0      |
| Totale carriera          | Totale carriera          | Totale carriera          | 747        | 82         |                 | 52+69           | 10+10           |                    | 14                 | 1                  |             | 16          | 6           | 964    | 114    |

#### Cronologia presenze e reti in nazionale
| Cronologia completa delle presenze e delle reti in nazionale ― Inghilterra | Cronologia completa delle presenze e delle reti in nazionale ― Inghilterra | Cronologia completa delle presenze e delle reti in nazionale ― Inghilterra | Cronologia completa delle presenze e delle reti in nazionale ― Inghilterra | Cronologia completa delle presenze e delle reti in nazionale ― Inghilterra | Cronologia completa delle presenze e delle reti in nazionale ― Inghilterra | Cronologia completa delle presenze e delle reti in nazionale ― Inghilterra | Cronologia completa delle presenze e delle reti in nazionale ― Inghilterra |
| Data                                                                       | Città                                                                      | In casa                                                                    | Risultato                                                                  | Ospiti                                                                     | Competizione                                                               | Reti                                                                       | Note                                                                       |
| -------------------------------------------------------------------------- | -------------------------------------------------------------------------- | -------------------------------------------------------------------------- | -------------------------------------------------------------------------- | -------------------------------------------------------------------------- | -------------------------------------------------------------------------- | -------------------------------------------------------------------------- | -------------------------------------------------------------------------- |
| 19-5-1987                                                                  | Londra                                                                     | Inghilterra                                                                | 1 – 1                                                                      | Brasile                                                                    | Amichevole                                                                 | -                                                                          |                                                                            |
| 23-5-1987                                                                  | Glasgow                                                                    | Scozia                                                                     | 0 – 0                                                                      | Inghilterra                                                                | Amichevole                                                                 | -                                                                          |                                                                            |
| 9-9-1987                                                                   | Düsseldorf                                                                 | Germania Ovest                                                             | 3 – 1                                                                      | Inghilterra                                                                | Amichevole                                                                 | -                                                                          | 68’                                                                        |
| 17-2-1988                                                                  | Ramat Gan                                                                  | Israele                                                                    | 0 – 0                                                                      | Inghilterra                                                                | Amichevole                                                                 | -                                                                          |                                                                            |
| 27-4-1988                                                                  | Budapest                                                                   | Ungheria                                                                   | 0 – 0                                                                      | Inghilterra                                                                | Amichevole                                                                 | -                                                                          | 46’                                                                        |
| 14-9-1988                                                                  | Londra                                                                     | Inghilterra                                                                | 1 – 0                                                                      | Danimarca                                                                  | Amichevole                                                                 | -                                                                          |                                                                            |
| 19-10-1988                                                                 | Londra                                                                     | Inghilterra                                                                | 0 – 0                                                                      | Svezia                                                                     | Qual. Mondiali 1990                                                        | -                                                                          |                                                                            |
| 16-11-1988                                                                 | Riad                                                                       | Arabia Saudita                                                             | 1 – 1                                                                      | Inghilterra                                                                | Amichevole                                                                 | -                                                                          |                                                                            |
| 8-2-1989                                                                   | Amarousio                                                                  | Grecia                                                                     | 1 – 2                                                                      | Inghilterra                                                                | Amichevole                                                                 | -                                                                          |                                                                            |
| 8-3-1989                                                                   | Tirana                                                                     | Albania                                                                    | 0 – 2                                                                      | Inghilterra                                                                | Qual. Mondiali 1990                                                        | -                                                                          |                                                                            |
| 26-4-1989                                                                  | Londra                                                                     | Inghilterra                                                                | 5 – 0                                                                      | Albania                                                                    | Qual. Mondiali 1990                                                        | -                                                                          |                                                                            |
| 23-5-1989                                                                  | Londra                                                                     | Inghilterra                                                                | 0 – 0                                                                      | Cile                                                                       | Amichevole                                                                 | -                                                                          |                                                                            |
| 27-5-1989                                                                  | Glasgow                                                                    | Scozia                                                                     | 0 – 2                                                                      | Inghilterra                                                                | Amichevole                                                                 | -                                                                          |                                                                            |
| 3-6-1989                                                                   | Londra                                                                     | Inghilterra                                                                | 3 – 0                                                                      | Polonia                                                                    | Qual. Mondiali 1990                                                        | -                                                                          |                                                                            |
| 7-6-1989                                                                   | Copenaghen                                                                 | Danimarca                                                                  | 1 – 1                                                                      | Inghilterra                                                                | Amichevole                                                                 | -                                                                          |                                                                            |
| 6-9-1989                                                                   | Stoccolma                                                                  | Svezia                                                                     | 0 – 0                                                                      | Inghilterra                                                                | Qual. Mondiali 1990                                                        | -                                                                          |                                                                            |
| 11-10-1989                                                                 | Chorzów                                                                    | Polonia                                                                    | 0 – 0                                                                      | Inghilterra                                                                | Qual. Mondiali 1990                                                        | -                                                                          |                                                                            |
| 15-11-1989                                                                 | Londra                                                                     | Inghilterra                                                                | 0 – 0                                                                      | Italia                                                                     | Amichevole                                                                 | -                                                                          | 67’                                                                        |
| 13-12-1989                                                                 | Londra                                                                     | Inghilterra                                                                | 2 – 1                                                                      | Jugoslavia                                                                 | Amichevole                                                                 | -                                                                          | 46’                                                                        |
| 28-3-1990                                                                  | Londra                                                                     | Inghilterra                                                                | 1 – 0                                                                      | Brasile                                                                    | Amichevole                                                                 | -                                                                          |                                                                            |
| 25-4-1990                                                                  | Londra                                                                     | Inghilterra                                                                | 4 – 2                                                                      | Cecoslovacchia                                                             | Amichevole                                                                 | 1                                                                          | 46’                                                                        |
| 15-5-1990                                                                  | Londra                                                                     | Inghilterra                                                                | 1 – 0                                                                      | Danimarca                                                                  | Amichevole                                                                 | -                                                                          | 46’                                                                        |
| 22-5-1990                                                                  | Londra                                                                     | Inghilterra                                                                | 1 – 2                                                                      | Uruguay                                                                    | Amichevole                                                                 | -                                                                          |                                                                            |
| 2-6-1990                                                                   | Tunisi                                                                     | Tunisia                                                                    | 1 – 1                                                                      | Inghilterra                                                                | Amichevole                                                                 | -                                                                          |                                                                            |
| 11-6-1990                                                                  | Cagliari                                                                   | Irlanda                                                                    | 1 – 1                                                                      | Inghilterra                                                                | Mondiali 1990 - 1º turno                                                   | -                                                                          |                                                                            |
| 16-6-1990                                                                  | Cagliari                                                                   | Paesi Bassi                                                                | 0 – 0                                                                      | Inghilterra                                                                | Mondiali 1990 - 1º turno                                                   | -                                                                          |                                                                            |
| 21-6-1990                                                                  | Cagliari                                                                   | Inghilterra                                                                | 1 – 0                                                                      | Egitto                                                                     | Mondiali 1990 - 1º turno                                                   | -                                                                          |                                                                            |
| 26-6-1990                                                                  | Bologna                                                                    | Belgio                                                                     | 0 – 1 dts                                                                  | Inghilterra                                                                | Mondiali 1990 - Ottavi di finale                                           | -                                                                          |                                                                            |
| 1-7-1990                                                                   | Napoli                                                                     | Inghilterra                                                                | 3 – 2 dts                                                                  | Camerun                                                                    | Mondiali 1990 - Quarti di finale                                           | -                                                                          | 70’                                                                        |
| 4-7-1990                                                                   | Torino                                                                     | Germania Ovest                                                             | 1 – 1 dts (4 - 3 dtr)                                                      | Inghilterra                                                                | Mondiali 1990 - Semifinale                                                 | -                                                                          |                                                                            |
| 12-9-1990                                                                  | Londra                                                                     | Inghilterra                                                                | 1 – 0                                                                      | Ungheria                                                                   | Amichevole                                                                 | -                                                                          | 46’                                                                        |
| 17-10-1990                                                                 | Londra                                                                     | Inghilterra                                                                | 2 – 0                                                                      | Polonia                                                                    | Qual. Euro 1992                                                            | -                                                                          |                                                                            |
| 14-11-1990                                                                 | Dublino                                                                    | Irlanda                                                                    | 1 – 1                                                                      | Inghilterra                                                                | Qual. Euro 1992                                                            | -                                                                          |                                                                            |
| 6-2-1991                                                                   | Londra                                                                     | Inghilterra                                                                | 2 – 0                                                                      | Camerun                                                                    | Amichevole                                                                 | -                                                                          |                                                                            |
| 27-3-1991                                                                  | Londra                                                                     | Inghilterra                                                                | 1 – 1                                                                      | Irlanda                                                                    | Qual. Euro 1992                                                            | -                                                                          |                                                                            |
| 1-5-1991                                                                   | Smirne                                                                     | Turchia                                                                    | 0 – 1                                                                      | Inghilterra                                                                | Qual. Euro 1992                                                            | -                                                                          |                                                                            |
| 25-5-1991                                                                  | Londra                                                                     | Inghilterra                                                                | 2 – 2                                                                      | Argentina                                                                  | Amichevole                                                                 | -                                                                          |                                                                            |
| 1-6-1991                                                                   | Sydney                                                                     | Australia                                                                  | 0 – 1                                                                      | Inghilterra                                                                | Amichevole                                                                 | -                                                                          |                                                                            |
| 3-6-1991                                                                   | Auckland                                                                   | Nuova Zelanda                                                              | 0 – 1                                                                      | Inghilterra                                                                | Amichevole                                                                 | -                                                                          |                                                                            |
| 8-6-1991                                                                   | Wellington                                                                 | Nuova Zelanda                                                              | 0 – 2                                                                      | Inghilterra                                                                | Amichevole                                                                 | 1                                                                          | cap.                                                                       |
| 12-6-1991                                                                  | Kuala Lumpur                                                               | Malaysia                                                                   | 2 – 4                                                                      | Inghilterra                                                                | Amichevole                                                                 | -                                                                          |                                                                            |
| 16-10-1991                                                                 | Londra                                                                     | Inghilterra                                                                | 1 – 0                                                                      | Turchia                                                                    | Amichevole                                                                 | -                                                                          |                                                                            |
| 13-11-1991                                                                 | Poznań                                                                     | Polonia                                                                    | 1 – 1                                                                      | Inghilterra                                                                | Qual. Euro 1992                                                            | -                                                                          |                                                                            |
| 19-2-1992                                                                  | Londra                                                                     | Inghilterra                                                                | 2 – 0                                                                      | Francia                                                                    | Amichevole                                                                 | -                                                                          | cap.                                                                       |
| 25-3-1992                                                                  | Praga                                                                      | Cecoslovacchia                                                             | 2 – 2                                                                      | Inghilterra                                                                | Amichevole                                                                 | -                                                                          | cap.                                                                       |
| 17-5-1992                                                                  | Londra                                                                     | Inghilterra                                                                | 1 – 1                                                                      | Brasile                                                                    | Amichevole                                                                 | -                                                                          | 72’                                                                        |
| 3-6-1992                                                                   | Helsinki                                                                   | Finlandia                                                                  | 1 – 2                                                                      | Inghilterra                                                                | Amichevole                                                                 | -                                                                          |                                                                            |
| 11-6-1992                                                                  | Malmö                                                                      | Danimarca                                                                  | 0 – 0                                                                      | Inghilterra                                                                | Euro 1992 - 1º turno                                                       | -                                                                          |                                                                            |
| 14-6-1992                                                                  | Malmö                                                                      | Inghilterra                                                                | 0 – 0                                                                      | Francia                                                                    | Euro 1992 - 1º turno                                                       | -                                                                          |                                                                            |
| 17-6-1992                                                                  | Stoccolma                                                                  | Svezia                                                                     | 2 – 1                                                                      | Inghilterra                                                                | Euro 1992 - 1º turno                                                       | -                                                                          |                                                                            |
| 9-9-1992                                                                   | Santander                                                                  | Spagna                                                                     | 1 – 0                                                                      | Inghilterra                                                                | Amichevole                                                                 | -                                                                          | Cap.                                                                       |
| 14-10-1992                                                                 | Londra                                                                     | Inghilterra                                                                | 1 – 1                                                                      | Norvegia                                                                   | Qual. Mondiali 1994                                                        | -                                                                          | Cap.                                                                       |
| 18-11-1992                                                                 | Londra                                                                     | Inghilterra                                                                | 4 – 0                                                                      | Turchia                                                                    | Qual. Mondiali 1994                                                        | 1                                                                          | Cap.                                                                       |
| 8-9-1993                                                                   | Londra                                                                     | Inghilterra                                                                | 3 – 0                                                                      | Polonia                                                                    | Qual. Mondiali 1994                                                        | 1                                                                          | Cap.                                                                       |
| 17-11-1993                                                                 | Bologna                                                                    | San Marino                                                                 | 1 – 7                                                                      | Inghilterra                                                                | Qual. Mondiali 1994                                                        | -                                                                          | cap.                                                                       |
| 17-5-1994                                                                  | Londra                                                                     | Inghilterra                                                                | 5 – 0                                                                      | Grecia                                                                     | Amichevole                                                                 | -                                                                          | 82’                                                                        |
| 12-10-1994                                                                 | Londra                                                                     | Inghilterra                                                                | 1 – 1                                                                      | Romania                                                                    | Amichevole                                                                 | -                                                                          | 59’                                                                        |
| 3-6-1995                                                                   | Londra                                                                     | Inghilterra                                                                | 2 – 1                                                                      | Giappone                                                                   | Amichevole                                                                 | -                                                                          |                                                                            |
| 11-6-1995                                                                  | Londra                                                                     | Inghilterra                                                                | 1 – 3                                                                      | Brasile                                                                    | Amichevole                                                                 | -                                                                          |                                                                            |
| 11-10-1995                                                                 | Oslo                                                                       | Norvegia                                                                   | 0 – 0                                                                      | Inghilterra                                                                | Amichevole                                                                 | -                                                                          |                                                                            |
| 15-11-1995                                                                 | Londra                                                                     | Inghilterra                                                                | 3 – 1                                                                      | Svizzera                                                                   | Amichevole                                                                 | 1                                                                          |                                                                            |
| 12-12-1995                                                                 | Londra                                                                     | Inghilterra                                                                | 1 – 1                                                                      | Portogallo                                                                 | Amichevole                                                                 | -                                                                          | 79’                                                                        |
| 27-3-1996                                                                  | Londra                                                                     | Inghilterra                                                                | 1 – 0                                                                      | Bulgaria                                                                   | Amichevole                                                                 | -                                                                          | cap.                                                                       |
| 24-4-1996                                                                  | Londra                                                                     | Inghilterra                                                                | 0 – 0                                                                      | Croazia                                                                    | Amichevole                                                                 | -                                                                          | 59’                                                                        |
| 18-5-1996                                                                  | Londra                                                                     | Inghilterra                                                                | 3 – 0                                                                      | Ungheria                                                                   | Amichevole                                                                 | -                                                                          |                                                                            |
| 8-6-1996                                                                   | Londra                                                                     | Inghilterra                                                                | 1 – 1                                                                      | Svizzera                                                                   | Euro 1996 - 1º turno                                                       | -                                                                          |                                                                            |
| 15-6-1996                                                                  | Londra                                                                     | Inghilterra                                                                | 2 – 0                                                                      | Scozia                                                                     | Euro 1996 - 1º turno                                                       | -                                                                          | 46’                                                                        |
| 18-6-1996                                                                  | Londra                                                                     | Paesi Bassi                                                                | 1 – 4                                                                      | Inghilterra                                                                | Euro 1996 - 1º turno                                                       | -                                                                          |                                                                            |
| 22-6-1996                                                                  | Londra                                                                     | Spagna                                                                     | 0 – 0 dts (2 – 4 dtr)                                                      | Inghilterra                                                                | Euro 1996 - Quarti di finale                                               | -                                                                          |                                                                            |
| 26-6-1996                                                                  | Londra                                                                     | Germania                                                                   | 7 – 6 dts (7 – 6 dtr)                                                      | Inghilterra                                                                | Euro 1996 - Semifinale                                                     | -                                                                          |                                                                            |
| 1-9-1996                                                                   | Chișinău                                                                   | Moldavia                                                                   | 0 – 3                                                                      | Inghilterra                                                                | Qual. Mondiali 1998                                                        | -                                                                          | 59’                                                                        |
| 9-10-1996                                                                  | Londra                                                                     | Inghilterra                                                                | 2 – 1                                                                      | Polonia                                                                    | Qual. Mondiali 1998                                                        | -                                                                          |                                                                            |
| 12-2-1997                                                                  | Londra                                                                     | Inghilterra                                                                | 0 – 1                                                                      | Italia                                                                     | Qual. Mondiali 1998                                                        | -                                                                          |                                                                            |
| 29-3-1997                                                                  | Londra                                                                     | Inghilterra                                                                | 2 – 0                                                                      | Messico                                                                    | Amichevole                                                                 | -                                                                          |                                                                            |
| 24-5-1997                                                                  | Manchester                                                                 | Inghilterra                                                                | 2 – 1                                                                      | Sudafrica                                                                  | Amichevole                                                                 | -                                                                          | Cap.                                                                       |
| 4-6-1997                                                                   | Nantes                                                                     | Inghilterra                                                                | 2 – 0                                                                      | Italia                                                                     | Amichevole                                                                 | -                                                                          |                                                                            |
| 4-9-1999                                                                   | Londra                                                                     | Inghilterra                                                                | 6 – 0                                                                      | Lussemburgo                                                                | Qual. Euro 2000                                                            | -                                                                          | 71’                                                                        |
| 8-9-1999                                                                   | Varsavia                                                                   | Polonia                                                                    | 0 – 0                                                                      | Inghilterra                                                                | Qual. Euro 2000                                                            | -                                                                          |                                                                            |
| Totale                                                                     |                                                                            | Presenze (18º posto)                                                       | 78                                                                         |                                                                            | Reti                                                                       | 5                                                                          |                                                                            |

### Statistiche da allenatore
| Squadra          | Naz                    | Dal              | Al             | Statistiche | Statistiche | Statistiche | Statistiche | Statistiche |
| Squadra          | Naz                    | Dal              | Al             | G           | V           | N           | P           | % V         |
| ---------------- | ---------------------- | ---------------- | -------------- | ----------- | ----------- | ----------- | ----------- | ----------- |
| Inghilterra U-21 | Inghilterra (bandiera) | 1º febbraio 2007 | 18 giugno 2013 | 41          | 23          | 5           | 13          | 56,10       |
| Regno Unito      | Regno Unito (bandiera) | 20 ottobre 2011  | 4 agosto 2012  | 4           | 2           | 1           | 1           | 50,00       |
| Inghilterra      | Inghilterra (bandiera) | 8 febbraio 2012  | 1º maggio 2012 | 1           | 0           | 0           | 1           | 0,00        |

| Stagione               | Squadra                | Campionato             | Campionato | Campionato | Campionato | Campionato | Coppe nazionali | Coppe nazionali | Coppe nazionali | Coppe nazionali | Coppe nazionali | Coppe continentali | Coppe continentali | Coppe continentali | Coppe continentali | Coppe continentali | Altre coppe | Altre coppe | Altre coppe | Altre coppe | Altre coppe | Totale | Totale | Totale | Totale | % Vittorie | Piazzamento |
| Stagione               | Squadra                | Comp                   | G          | V          | N          | P          | Comp            | G               | V               | N               | P               | Comp               | G                  | V                  | N                  | P                  | Comp        | G           | V           | N           | P           | G      | V      | N      | P      | %          | Piazzamento |
| ---------------------- | ---------------------- | ---------------------- | ---------- | ---------- | ---------- | ---------- | --------------- | --------------- | --------------- | --------------- | --------------- | ------------------ | ------------------ | ------------------ | ------------------ | ------------------ | ----------- | ----------- | ----------- | ----------- | ----------- | ------ | ------ | ------ | ------ | ---------- | ----------- |
| dic. 1996-mag. 1997    | Nottingham Forest      | PL                     | 20         | 5          | 9          | 6          | FACup+CdL       | 3+0             | 2               | 0               | 1               | -                  | -                  | -                  | -                  | -                  | -           | -           | -           | -           | -           | 23     | 7      | 9      | 7      | 30,43      | Sub., Eson. |
| mar.-giu. 2005         | Manchester City        | PL                     | 9          | 4          | 4          | 1          | FACup+CdL       | -               | -               | -               | -               | -                  | -                  | -                  | -                  | -                  | -           | -           | -           | -           | -           | 9      | 4      | 4      | 1      | 44,44      | Sub. 8º     |
| 2005-2006              | Manchester City        | PL                     | 38         | 13         | 4          | 21         | FACup+CdL       | 5+1             | 3+0             | 1+1             | 1+0             | -                  | -                  | -                  | -                  | -                  | -           | -           | -           | -           | -           | 44     | 16     | 6      | 22     | 36,36      | 15º         |
| 2006-2007              | Manchester City        | PL                     | 38         | 11         | 9          | 18         | FACup+CdL       | 5+1             | 3+0             | 1+0             | 1+1             | -                  | -                  | -                  | -                  | -                  | -           | -           | -           | -           | -           | 44     | 14     | 10     | 20     | 31,82      | 14º         |
| Totale Manchester City | Totale Manchester City | Totale Manchester City | 85         | 28         | 17         | 40         |                 | 12              | 6               | 3               | 3               |                    | -                  | -                  | -                  | -                  |             | -           | -           | -           | -           | 97     | 34     | 20     | 43     | 35,05      |             |
| Totale carriera        | Totale carriera        | Totale carriera        | 105        | 33         | 26         | 46         |                 | 15              | 8               | 3               | 4               |                    | -                  | -                  | -                  | -                  |             | -           | -           | -           | -           | 120    | 41     | 29     | 50     | 34,17      |             |

## Palmarès

### Giocatore

#### Club

##### Competizioni internazionali
- Coppa Intertoto UEFA: 1

West Ham: 1999

##### Competizioni nazionali
- Coppa di Lega inglese: 2

Nottingham Forest: 1988-1989, 1989-1990
- Football League Championship: 2

Nottingham Forest: 1997-1998
Manchester City: 2001-2002
- Full Members Cup: 2

Nottingham Forest: 1988-1989, 1991-1992
- Torneo del centenario della Football League: 1

1988